# Масейо (агломерация)

Город Масейо на карте штата.

Масейо (порт. Região Metropolitana de Maceió) или также Алагоас (порт. Região Metropolitana de Alagoas)  —  крупная городская агломерация в Бразилии. Центр — город Масейо в штате Алагоас. 
Численность населения составляет 1 111 678 человек на 2007 год и 1 293 473 человек на 2014 год (в том числе в границах 2010 года — 1 246 421 человек). Занимает площадь 1924,6 км². Плотность населения — 627,1 чел./км².

## Состав агломерации
В агломерацию входят 14 муниципалитетов, в том числе город Масейо, Кокейру-Секу, Пилар и др.

## Статистика
- Валовой внутренний продукт на 2005 составляет 7.368.879.547 реалов (данные: Бразильский институт географии и статистики).
- Валовой внутренний продукт на душу населения на 2005 составляет 6.602,50 реалов (данные: Бразильский институт географии и статистики).
- Индекс развития человеческого потенциала на 2000 составляет 0,724 (данные: Программа развития ООН).